# 쇠파리과
쇠파리과(Oestridae)는 파리목의 한 과다. 이 과에 속하는 파리들은 유충 시기에 포유동물의 피부 속에 기생한다.
가축의 다리나 발의 털에 알을 낳으며, 알에서 나온 유충은 동물의 피부를 뚫고 들어가, 피부 밑에 종기를 만든다. 온대지방에 널리 분포한다. 한국에는 쇠파리 1종이 발견된다.
소나 말 같은 가축의 피를 빨아먹어 '쇠파리'로 불리는 등에와는 다른 종류의 파리다.

## 아과
- Cuterebrinae
- Gasterophilinae
- 쇠파리아과 (Hypodermatinae)
- Oestrinae

## 한국 종
- 쇠파리아과 (Hypodermatinae)
  - 쇠파리속 (Hypoderma)
    - 쇠파리 (Hypoderma bovis) (Linne)